# Atlantis (Wayne Shorter)
Atlantis è un album del sassofonista jazz Wayne Shorter, pubblicato per l'etichetta Columbia nel 1985.
Tutti i brani sono stati composti da Wayne Shorter tranne dove indicato diversamente.

## Tracce
Le tracce dell'album sono:
1. Endangered Species (Shorter e Vitarelli) - 4'47"
2. The Three Marias - 5'48"
3. The Last Silk Hat - 5'25"
4. When You Dream (E. Lee e Shorter) - 4'28"
5. Who Goes There! - 5'29"
6. Atlantis - 4'34"
7. Shere Khan, the Tiger - 2'15"
8. Criancas - 3'40"
9. On the Eve of Departure - 5'55"

## Formazione
- Wayne Shorter: sassofono soprano e tenore
- Jim Walker: flauto, flauto alto, ottavino
- Yaron Gershovsky: pianoforte
- Michiko Hill: pianoforte
- Joseph Vitarelli: sintetizzatore e pianoforte
- Michael Hoenig: programmazione sintetizzatore
- Larry Klein: basso elettrico
- Ralph Humphrey: batteria
- Alex Acuña: batteria e percussioni
- Lenny Castro: percussioni
- Diana Acuña, Dee Dee Bellson, Nani Brunel, Trove Davenport, Sanaa Larhan, Edgy Lee e Kathy Lucien: voci